# James G. Anderson
James G. Anderson (Spokane, 1940) es un profesor estadounidense.

## Trayectoria
Es profesor de química de la atmósfera en la Universidad de Harvard, cargo que ocupa desde 1982. De 1998 a 2001, fue presidente del departamento de química y biología química de Harvard. Es miembro de la Asociación Estadounidense para el Avance de la Ciencia, la Academia Estadounidense de las Artes y las Ciencias, la Unión Americana de Geofísica, la Academia Nacional de Ciencias y la Sociedad Filosófica Estadounidense. Sus premios incluyen el Premio Ernest Orlando Lawrence de 1993, el Arthur L. Day Prize and Lectureship de 1996 y el Dreyfus Prize in the Chemical Sciences de 2021.
En 2012, Anderson ganó el American Ingenuity Award in Physical Sciences de la revista Smithsonian. Anderson trabaja en el desarrollo de un avión propulsado por energía solar para la ciencia del clima y la observación atmosférica.